# Pfarrkirche St. Anna (Mühlau)

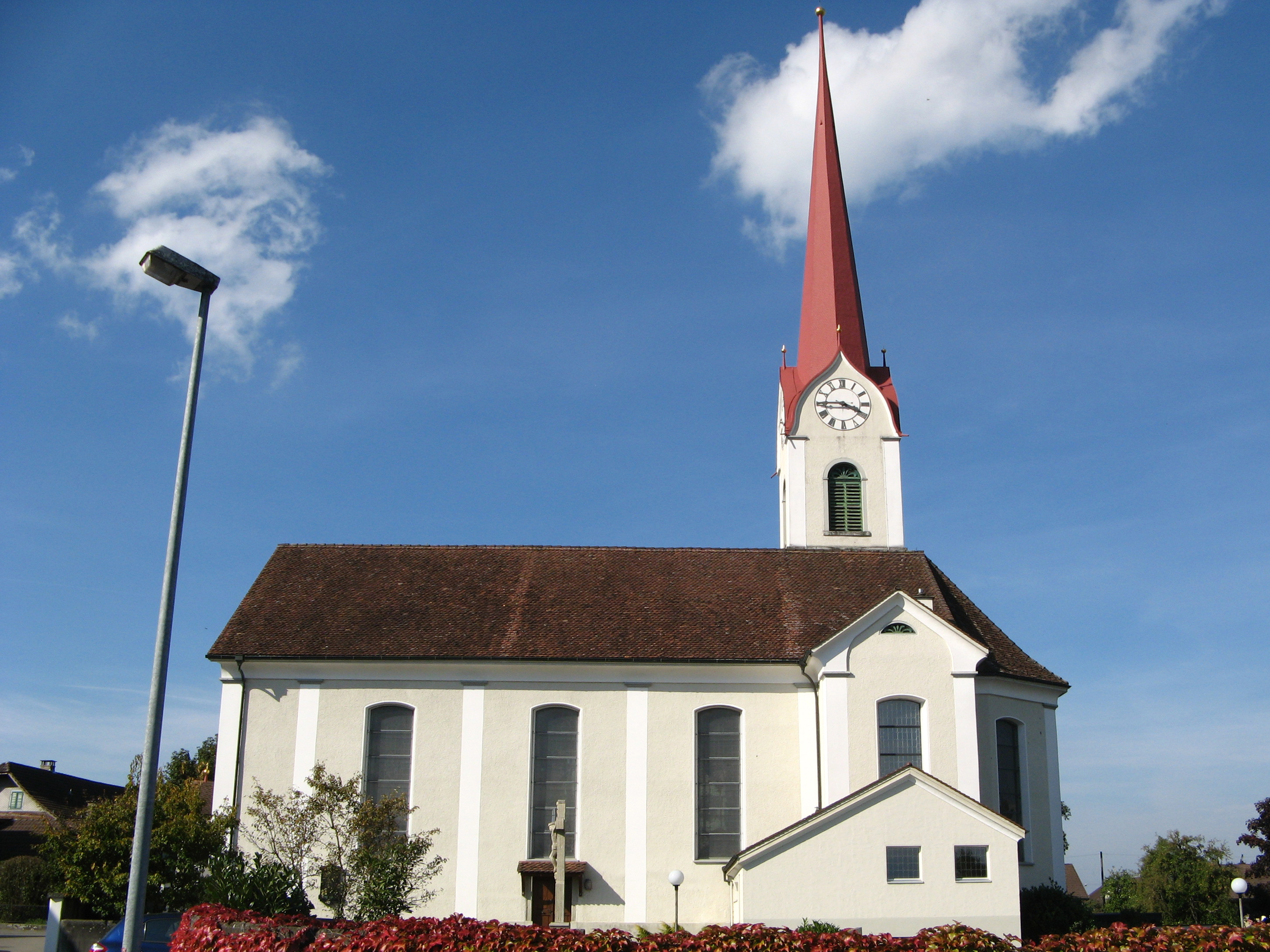
Pfarrkirche St. Anna

Die Pfarrkirche St. Anna ist die römisch-katholische Pfarrkirche von Mühlau im Kanton Aargau. Das Gebäude im Stil des Historismus entstand Mitte des 19. Jahrhunderts und steht in der Nähe des Gasthofes zum Storchen.

## Geschichte

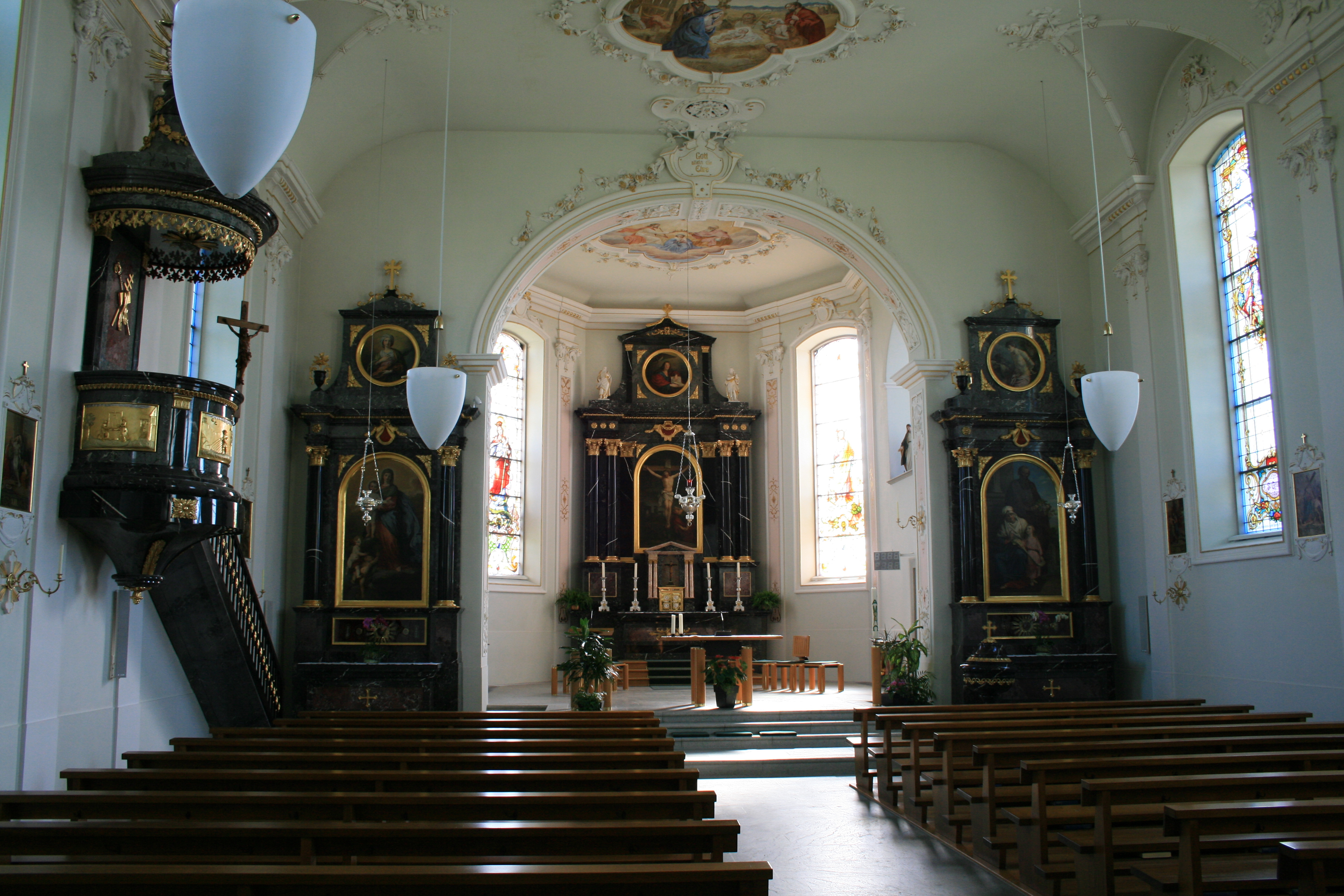
Innenansicht

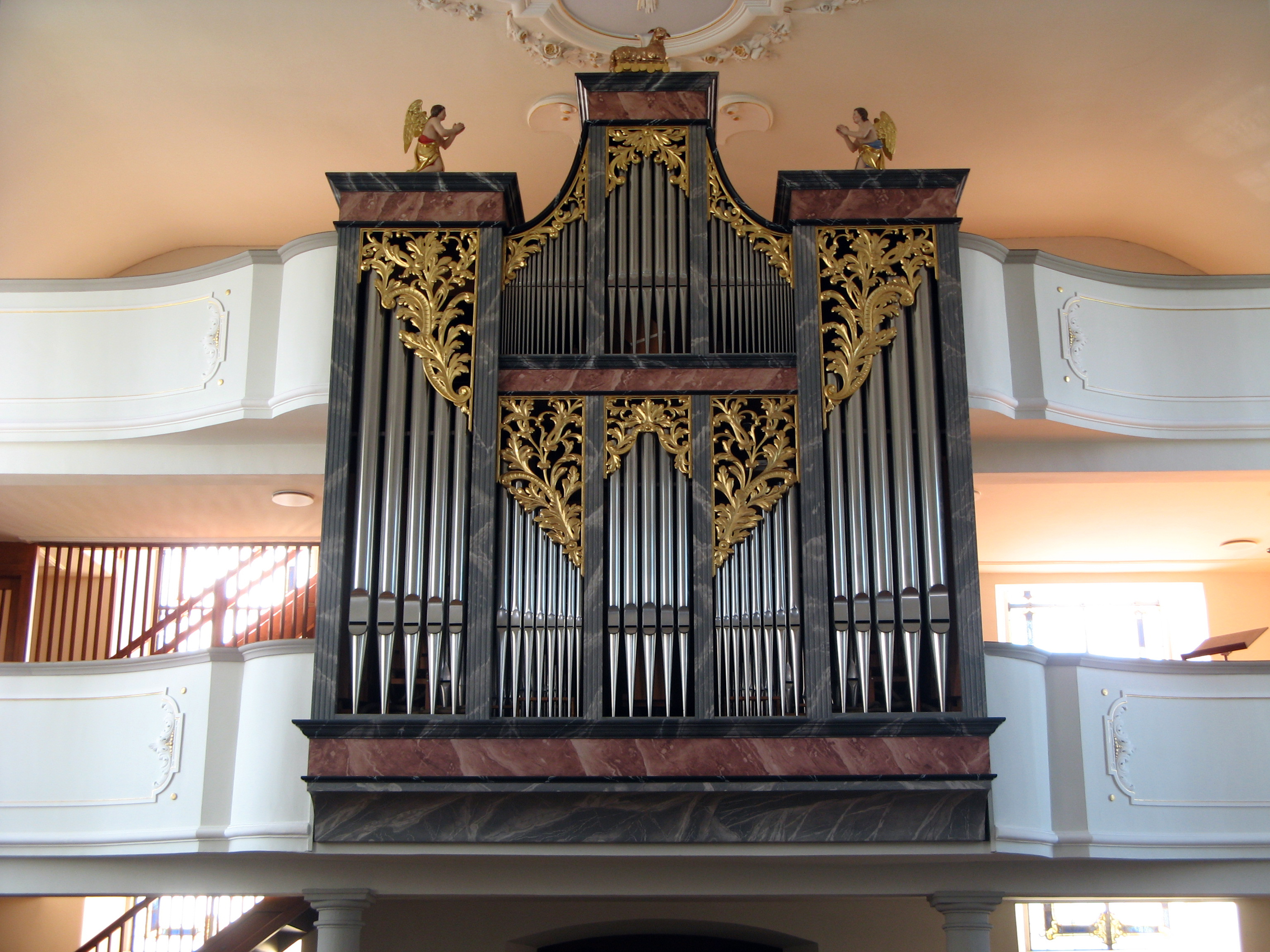
Empore mit Orgel

Mühlau gehörte einst zur Pfarrei Sins, die von Mönchen des Klosters Engelberg betreut wurde. 1580 genehmigte die Stadt Luzern, die damals über das Dorf herrschte, den Bau einer hölzernen Kapelle. Bedingung war, dass sie niemals zu einer Pfarrkirche erhoben würde. 1654 verlegte man die Kapelle, die der Heiligen Anna geweiht war, an den Standort der heutigen Kirche. 1849 beschloss die Gemeinde Mühlau den Neubau der Kapelle, damit die zu schaffende Kuratkaplanei ein angemessenes Gotteshaus erhielt. Die Bauarbeiten, die unter der Leitung des Tiroler Maurermeisters Josef Lechleitner standen, dauerten von Februar 1852 bis November 1853. Die Einweihung erfolgte am 16. Juni 1856. Wegen Geldmangels zog sich das Hinzufügen der Ausstattung über mehrere Jahrzehnte hin. 1878 wurde die Kaplanei zu einer von Sins unabhängigen Pfarrei erhoben. 1966 erweiterte man die Sakristei. 1993 erfolgte eine Aussenrenovation, 1998 nahm man eine Innenrenovation vor.

## Bauwerk
Bei der Pfarrkirche von Mühlau handelt es sich um eine Saalkirche von drei Achsen Länge mit einem dreiseitig geschlossenen Chor. Dieser wird südlich von der Sakristei und nördlich vom Kirchturm flankiert. Der Turm besitzt rundbogige Schalllöcher; darüber erheben sich vier geschweifte Wimperge, aus denen ein hoher, achtkantiger Spitzhelm steigt. Die Glocken wurden 1888 von der Giesserei H. Rüetschi in Aarau gefertigt, ausserdem blieb eine kleine Glocke aus dem Jahr 1667 erhalten. Flankiert von zwei Stichbogenfenstern, schützt ein von toskanischen Säulen getragenes Vorzeichen den Eingang.
Doppelpilaster tragen im Innern die flache, von Hohlkehlen gesäumte Decke, über den Fenstern sind Stichkappen eingeschnitten. Die Decke wird von vier Bildern von Jean Danner und von Stuckaturen geschmückt, die erst 1907 angebracht wurden. Über dem Eingangsbereich im Westen erhebt sich eine zweigeschossige Empore. Joseph Moosbrugger und sein Sohn fertigten 1864/65 Taufstein, Kanzel, Hochaltar und Seitenaltäre. Die Altarbilder steuerte Joseph Balmer bei.